# Elsbach (Unternehmen)
Elsbach war ein Unternehmen der Textilindustrie, das von 1873 bis in die 1990er Jahre in der ostwestfälischen Stadt Herford in Nordrhein-Westfalen bestand. Vor dem Ersten Weltkrieg galt es als größte europäische Wäschefabrik.

## Geschichte

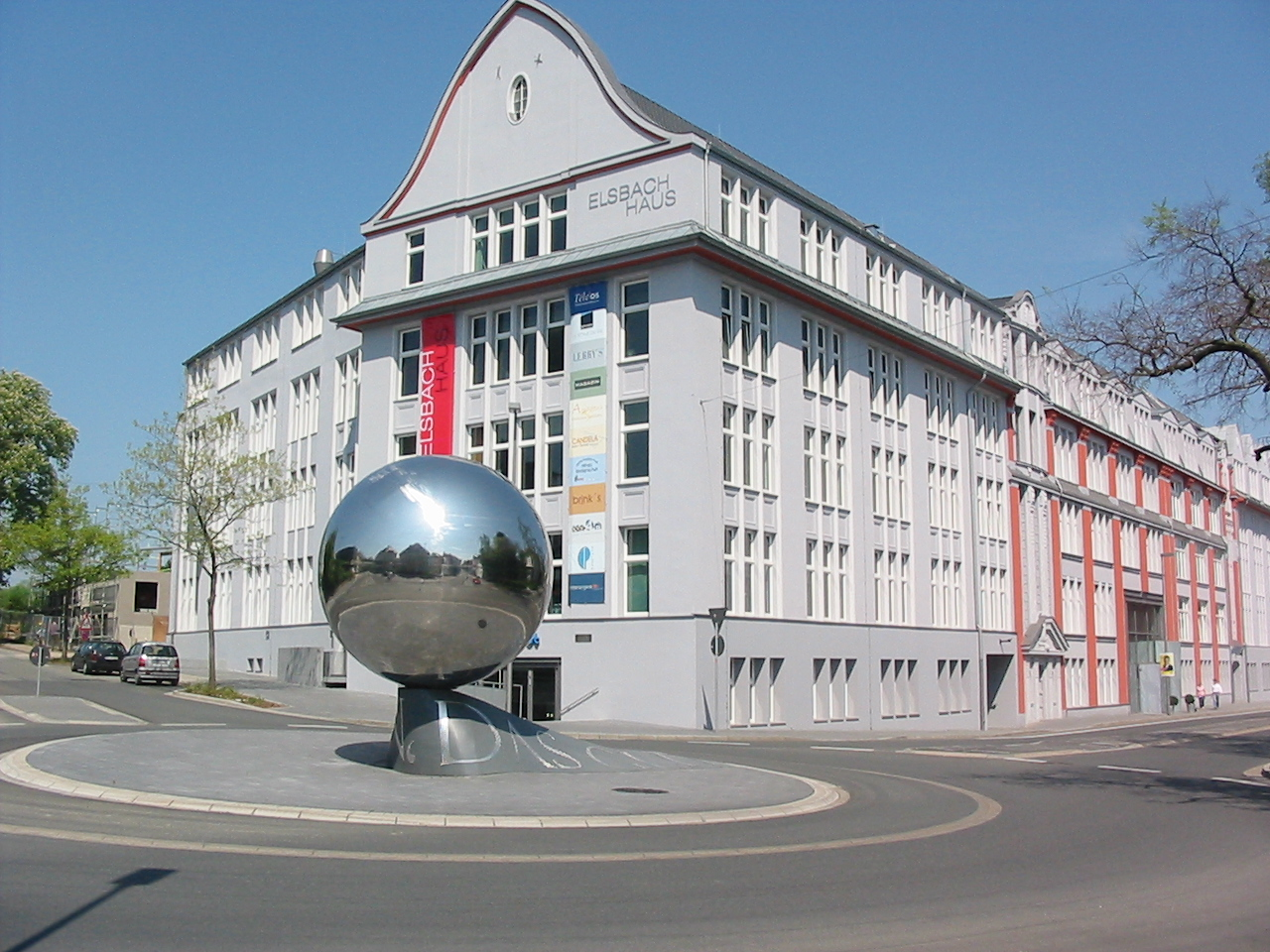
Das Elsbachhaus, erbaut 1909

Die Brüder Josef und Hermann Elsbach gründeten 1873 an der Brüderstraße in Herford das Unternehmen, das 1875 als Herforder Hemdenfabrik J. Elsbach & Co. ins Handelsregister eingetragen wurde. Die Gründer stammten aus einer jüdischen Familie, die seit 1848 eine Leinenhandlung betrieb.
1891 wurde der Sitz des Unternehmens an die Goebenstraße verlegt, wo ab 1909 in mehreren Bauphasen das Elsbachhaus erbaut wurde. Ab 1907 war Elsbach eine Aktiengesellschaft. Im Jahr 1914 galt das Unternehmen als größte Wäschefabrik auf dem europäischen Kontinent (ohne Großbritannien). Es wurden mehr als 1200 Fabrikarbeiter und mehrere Tausend Heimarbeitern beschäftigt. In Löhne, Lage und Bielefeld wurden Filialen gegründet. Im Jahr 1922 arbeiteten 123 Angestellte, 1067 Fabrikarbeiter und 1481 Heimarbeiter für Elsbach. Nach der Inflationszeit ging die Mitarbeiterzahl zurück.
Im Zuge der Arisierungen musste die Familie Elsbach 1938 ihre Aktien verkaufen. Der Betrieb wurde von Ahlers übernommen und in Herforder Wäschefabriken AG umbenannt. Am Ende des Zweiten Weltkriegs wurden die Fabrikgebäude durch Brand und Plünderung schwer beschädigt. Die Militärregierung der Britischen Besatzungszone beschlagnahmte nach dem Krieg das Aktienpaket von Ahlers. Der ins Ausland geflohene frühere Geschäftsführer Kurt Elsbach kehrte 1947 in den Betrieb zurück, starb jedoch 1954.
Ab 1952 hieß das Unternehmen wieder Elsbach Wäschefabriken AG. Die Aktien wurden an die Familie Elsbach zurückgeführt. Ahlers blieb jedoch Aktionär, übernahm das Unternehmen 1964 komplett und wandelte es in eine GmbH um. 1992 wurde der Name Elsbach im Zusammenhang mit dem anstehenden Insolvenzverfahren aus der Firma entfernt, 1993 ging das Unternehmen in Konkurs. Die Marke Elsbach wurde von der Elsbach Hemdenmanufaktur GmbH in Ibbenbüren weitergeführt, die 1998 aufgelöst wurde.
Im Sommer 2018 zeigte das Kuratorium Erinnern Forschen Gedenken e.V. in Herford eine Ausstellung: „Die Elsbachs, eine Familien- und Firmengeschichte“, die seit Anfang 2019 als Dauerausstellung im Herforder Elsbach-Haus zu sehen ist. In der Ausstellung ist ein Leporello mit den Tafeltexten zum Mitnehmen erhältlich.

## Produkte
In der Anfangszeit des Unternehmens wurde ausschließlich Damenwäsche produziert, später kamen Kinder-, Herren- und Bettwäsche hinzu. In der Zweigstelle in Lage wurden Oberhemden hergestellt, in Bielefeld Kragen. Um 1950 umfasste die Produktion Sporthemden, Oberhemden, Nachtwäsche und Berufsmäntel.